# Бобрик (притока Бобра)
Бобрик — річка в Україні, у Звягельському й Рівненському районах Житомирської й Рівненської областей. Права притока Бобра (басейн Дніпра).

## Опис
Довжина річки 16 км., похил річки — 1,1 м/км. Формується з багатьох безіменних струмків. Площа басейну 22,7 км².

## Розташування
Бере початок на північному заході від Броницької Гути. Тече переважно на північний захід понад Сівками і впадає в річку Бобер, праву притоку Случі.